# Ostatni olimpijczyk
Ostatni olimpijczyk (ang. The Last Olympian) – piąta książka cyklu Percy Jackson i bogowie olimpijscy autorstwa amerykańskiego pisarza Ricka Riordana.
Obozowicze z Obozu Herosów przygotowują się na wojnę z rosnącymi w siły wojskami Kronosa. Olimpijczycy są zajęci nieustanną walką z potworem Tyfonem, więc gdy Kronos wkracza do Nowego Jorku nie mają jak temu przeciwstawić. Do Kronosa dołączyli się bogowie tacy jak Morfeusz i Hekate, którzy pragną większego szacunku dla swojej osoby. Herosi walczą z nacierającymi w szybkim tempie siłami wielkiego zła.